# Побеги
Побеги (словен. Pobegi) — поселення в общині Копер, Регіон Обално-крашка, Словенія. Висота над рівнем моря: 92 м.